# Robert Kölsch
Robert Kölsch (* 30. Mai 1849 in Rodalben; † 12. November 1926 in München) war ein bayerischer Sanitätsoffizier, zuletzt Generalarzt.

## Leben
Nach dem Abitur am Herzog-Wolfgang-Gymnasium in Zweibrücken studierte Kölsch Medizin an der Ludwig-Maximilians-Universität München. Als Rheinpfälzer wurde er am 1. Oktober 1868 Mitglied der Fröhlich Pfalz.
1870 nahm er als Einjährig-Freiwilliger im 8. Infanterie-Regiment der Bayerischen Armee am Krieg gegen Frankreich teil. 1874 legte er das medizinische Staatsexamen ab und wurde kurzzeitig Volontärarzt in Pasing, Speyer (Cholera) und Thalkirchen (Blattern). Er trat in die Bayerische Armee und war zunächst Unterarzt im 3. Jäger-Bataillon in Eichstätt, dann bereits ab 30. November 1874 Assistenzarzt II. Klasse. 1876 promovierte er zum Dr. med. Am 15. Juli 1877 trat er als Philister der Transrhenania bei.
Nachdem er 1879 das Physicatsexamen gemacht hatte, wurde er 1880 Assistenzarzt I. Klasse in seinem Jäger-Bataillon in Eichstätt, 1885 Stabsarzt im 10. Infanterie-Regiment „König Ludwig“ in Ingolstadt, 1887 Stabsarzt und Bataillonsarzt im 3. Jäger-Bataillon in Eichstätt sowie 1891 im 19. Infanterie-Regiment „König Viktor Emanuel III. von Italien“ und schließlich 1893 Stabsarzt im 13. Infanterie-Regiment „Franz Joseph I., Kaiser von Österreich und Apostolischer König von Ungarn“ in Eichstätt. 1894 wird er Oberstabsarzt und Regimentsarzt im 19. Infanterie-Regiment in Erlangen. 1896 wurde er in München zum Oberstabsarzt I. Klasse, 1902 zum Generaloberarzt befördert. Als solcher 1908 zur Disposition gestellt, wurde er mit Beginn des Ersten Weltkrieges reaktiviert und beim Sanitätsamt des Generalkommandos des stellvertretenden I. Armee-Korps eingesetzt.
Erst 1919, im Alter von 70 Jahren, wurde Kölsch mit dem Charakter als Generalarzt in den Ruhestand versetzt. Plötzlich und unerwartet starb er an einer Sepsis.
Kölsch war seit 1875 verheiratet und Vater von drei Töchtern und einem Sohn.

## Auszeichnungen
- Kriegsdenkmünze für die Feldzüge 1870–71
- Eisernes Kreuz II. Klasse
- König Ludwig-Kreuz
- Dienstauszeichnungskreuz II. Klasse
- Zentenarmedaille
- Verdienstorden vom Heiligen Michael IV. Klasse